# Club de Regatas Vasco da Gama (basket-ball)
Pour les articles homonymes, voir Vasco da Gama et Gama.
Le CR Vasco da Gama est un club brésilien de basket-ball évoluant en ligue régionale, la deuxième division du championnat brésilien. Le club, section du club omnisports le Club de Regatas Vasco da Gama, est basé dans la ville de Rio de Janeiro.

## Palmarès
International
- Vainqueur de la Liga Sudamericana : 1999, 2000

National
- Champion du Brésil : 2000, 2001

## Joueurs célèbres ou marquants
- Nenê